# Deelnemers UEFA-toernooien Azerbeidzjan
Onderstaande tabellen bevatten de deelnemers aan de UEFA-toernooien uit  Azerbeidzjan.

## Mannen
NB Klikken op de clubnaam geeft een link naar het Wikipedia-artikel over het betreffende toernooi in het betreffende seizoen.
| Seizoen | Champions League | Europacup II                                      | UEFA Cup                         | Intertoto Cup  |
| ------- | ---------------- | ------------------------------------------------- | -------------------------------- | -------------- |
| 1994/95 |                  |                                                   | Turan Tovuz                      |                |
| 1995/96 |                  | Neftçi Bakoe                                      | Kapaz Gäncä                      |                |
| 1996/97 |                  | FK Qarabağ                                        | Khazri Buzovna Neftçi Bakoe      |                |
| 1997/98 | Neftçi Bakoe     | Kapaz Gäncä                                       | FK Qarabağ                       |                |
| 1998/99 | Kapaz Gäncä      | FK Qarabağ                                        | Dinamo Bakoe                     | Fekhlesi Bakoe |
| Seizoen | Champions League | UEFA Cup                                          | Intertoto Cup                    |                |
| 1999/00 | Kapaz Gäncä      | Neftçi Bakoe FK Shamkir                           | FK Qarabağ                       |                |
| 2000/01 | FK Shamkir       | Kapaz Gäncä Neftçi Bakoe                          | Vilyasj Masally                  |                |
| 2001/02 | FK Shamkir       | Neftçi Bakoe Shafa Bakoe                          | Vilyasj Masally                  |                |
| 2002/03 |                  |                                                   |                                  |                |
| 2003/04 |                  |                                                   |                                  |                |
| 2004/05 | Neftçi Bakoe     | FK Qarabağ FK Shamkir                             | Inter Bakoe                      |                |
| 2005/06 | Neftçi Bakoe     | FK Bakoe Khazar Lenkoran                          | Karvan Yevlax                    |                |
| 2006/07 | FK Bakoe         | Karvan Yevlax FK Qarabağ                          | MKT Araz Imishli                 |                |
| 2007/08 | Khazar Lenkoran  | MKT Araz Imishli Neftçi Bakoe                     | FK Bakoe                         |                |
| 2008/09 | Inter Bakoe      | Khazar Lenkoran Olimpik Bakoe                     | Neftçi Bakoe                     |                |
| Seizoen | Champions League | Europa League                                     |                                  |                |
| 2009/10 | FK Bakoe ->      | FK Bakoe Inter Bakoe FK Qarabağ Simurq Zaqatala   |                                  |                |
| 2010/11 | Inter Bakoe      | FK Bakoe Khazar Lenkoran FK Qarabağ               |                                  |                |
| 2011/12 | Neftçi Bakoe     | Khazar Lenkoran Olimpik Bakoe FK Qarabağ          |                                  |                |
| 2012/13 | Neftçi Bakoe ->  | Neftçi Bakoe FK Bakoe Inter Bakoe Khazar Lenkoran |                                  |                |
| 2013/14 | Neftçi Bakoe     | Inter Bakoe Khazar Lenkoran FK Qarabağ            |                                  |                |
| 2014/15 | FK Qarabağ ->    | FK Qarabağ Inter Bakoe Neftçi Bakoe Qäbälä PFK    |                                  |                |
| 2015/16 | FK Qarabağ ->    | FK Qarabağ Inter Bakoe Neftçi Bakoe Qäbälä PFK    |                                  |                |
| 2016/17 | FK Qarabağ ->    | FK Qarabağ Kapaz Gäncä Neftçi Bakoe Qäbälä PFK    |                                  |                |
| 2017/18 | FK Qarabağ       | Inter Bakoe Qäbälä PFK Zirə FK                    |                                  |                |
| 2018/19 | FK Qarabağ ->    | FK Qarabağ Keşlə FK Neftçi Bakoe Qäbälä PFK       |                                  |                |
| 2019/20 | FK Qarabağ ->    | FK Qarabağ Neftçi Bakoe Qäbälä PFK Səbail FK      |                                  |                |
| 2020/21 | FK Qarabağ ->    | FK Qarabağ Keşlə FK Neftçi Bakoe Sumqayıt PFK     |                                  |                |
| Seizoen | Champions League | Europa League                                     | Europa Conference League         |                |
| 2021/22 | Neftçi Bakoe     | 0                                                 | Keşlə FK FK Qarabağ Sumqayıt PFK |                |

### Deelnames
Aantal seizoenen
| 32x FK Qarabağ 32x Neftçi Bakoe 12x Keşlə FK (inclusief Inter Bakoe, 9x) 07x FK Bakoe (inclusief Dinamo Bakoe, 1x) 07x Khazar Lenkoran 06x Kapaz Gäncä 06x Qäbälä PFK 04x FK Shamkir 02x FK MKT Araz Imishli 02x FK Karvan Yevlax 02x Olimpik Bakoe 02x Sumqayıt PFK 02x Vilyasj Masally | 01x Fekhlesi Bakoe 01x Khazri Buzovna 01x Səbail FK 01x FK Shafa Bakoe 01x FK Simurq Zaqatala 01x PFK Turan Tovuz 01x Zirə FK |

## Vrouwen
NB Klikken op de clubnaam geeft een link naar het Wikipedia-artikel over het betreffende toernooi in het betreffende seizoen.
| Seizoen          | Women's Cup      |
| ---------------- | ---------------- |
| 2001/02          | geen deelname    |
| 2002/03          | Gömrükçü Bakoe   |
| 2003/04          | Gömrükçü Bakoe   |
| 2004/05          | Gömrükçü Bakoe   |
| 2005/06          | Gömrükçü Bakoe   |
| 2006/07          | Gömrükçü Bakoe   |
| 2007/08          | Ruslan-93        |
| 2008/09          | geen deelname    |
| Seizoen          | Champions League |
| 2009/10- 2020/21 | geen deelname    |
| 2021/22          | n.n.b.           |

### Deelnames
05x Gömrükçü Bakoe
01x Ruslan-93
Albanië ·
Andorra ·
Armenië ·
Azerbeidzjan ·
België ·
Bosnië en Herzegovina ·
Bulgarije ·
Cyprus ·
Denemarken ·
Duitsland ·
Engeland ·
Estland ·
Faeröer ·
Finland ·
Frankrijk ·
Georgië ·
Gibraltar ·
Griekenland ·
Hongarije ·
Ierland ·
IJsland ·
Israël ·
Italië ·
Kazachstan ·
Kroatië ·
Kosovo ·
Letland ·
Liechtenstein ·
Litouwen ·
Luxemburg ·
Malta ·
Moldavië ·
Montenegro ·
Nederland ·
Noord-Ierland ·
Noord-Macedonië ·
Noorwegen ·
Oekraïne ·
Oostenrijk ·
Polen ·
Portugal ·
Roemenië ·
Rusland ·
San Marino ·
Schotland ·
Servië ·
Slovenië ·
Slowakije ·
Spanje ·
Tsjechië ·
Turkije ·
Wales ·
Wit-Rusland ·
Zweden ·
Zwitserland

Historie:
DDR ·
Joegoslavië ·
Saarland ·
Sovjet-Unie ·
Tsjecho-Slowakije